# Emma Schlangenhausen

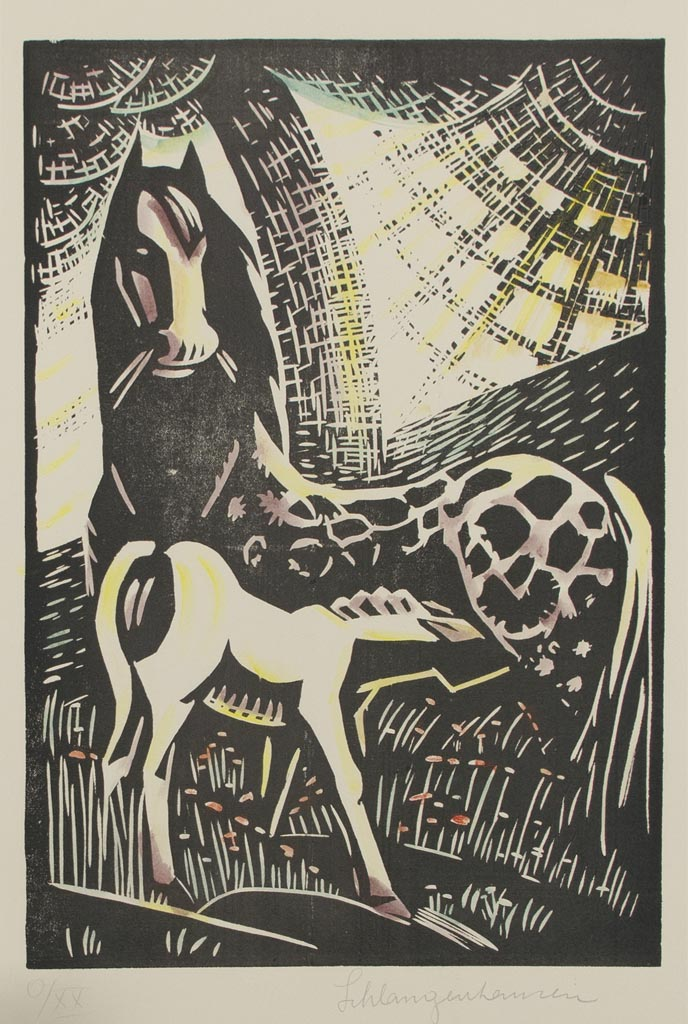
Pferd mit Fohlen auf der Wiese

Emma Schlangenhausen (* 9. März 1882 in Hall in Tirol; † 11. März 1947 in Großgmain) war eine österreichische Malerin und Grafikerin.

## Leben
Emma Schlangenhausen verbrachte ihre Kindheit in Straßgang bei Graz. Sie studierte zunächst an der Steiermärkischen Landesakademie in Graz und an der Kunstschule für Frauen und Mädchen in Wien, dann von 1900 bis 1905 an der Wiener Kunstgewerbeschule bei Alfred Roller und Koloman Moser. Gemeinsam mit ihrer Freundin Helene von Taussig studierte sie von 1909 bis 1914 in Paris an der Académie Ranson bei Maurice Denis. Nach dem Ausbruch des Ersten Weltkrieges studierten sie weiter in der Schweiz bei Cuno Amiet. 
Auf der Weltausstellung von St. Louis 1904 wurde sie mit einer Silbermedaille ausgezeichnet. Sie nahm 1908 und 1920 an Kunstschauen in Wien teil. 
1932 und 1933 schuf sie einen Zyklus von Fresken im Salzburger Franziskanerkloster. Nach dem Anschluss Österreichs wurde das Kloster von der Gestapo übernommen und die Fresken wurden vernichtet. 1937 wurden in der Nazi-Aktion „Entartete Kunst“  ihre Grafiken Golgatha und Verträumt aus der Städtischen Kunstsammlung Gelsenkirchen beschlagnahmt und zerstört.
Emma Schlangenhausen war Mitglied des Verbandes bildender Künstlerinnen und Kunsthandwerkerinnen „Wiener Frauenkunst“ und der Gruppe „Wassermann“, für die sie 1919 ein Plakat entwarf.